# اقتصاد ماكاو
اقتصاد ماكاو ظل واحداً من الأكثر الاقتصادات انفتاحاً في العالم منذ العودة إلى الصين في عام 1999. صادرات الملابس والمقامرة - المتعلقة بالسياحة هي الدعائم الأساسية للاقتصاد. وحيث أن ماكاو لديها القليل من الأراضي الصالحة للزراعة وموارد طبيعية قليلة فإنها تعتمد على بر الصين الرئيسي بالنسبة لمعظم احتياجاتها الغذائية، والمياه العذبة، وواردات الطاقة. اليابان وهونغ كونغ هما المورد الرئيسي للمواد الخام والسلع الرأسمالية. وعلى الرغم من ماكاو تضررت بشدة الأزمة المالية الآسيوية (1997) والتباطؤ العالمي في عام 2001 إلا أن اقتصادها نما حوالي 13.1٪ سنوياً في المتوسط بين عامي 2001 و2006. ماكاو هي عضو كامل العضوية في منظمة التجارة العالمية. وقد تحسن الأمن العام كثيراً بعد تسليمه لجمهورية الصين الشعبية. مع الإيرادات الضريبية من صناعة القمار المربحة فإن حكومة ماكاو قادرة على تقديم برنامج الرعاية الاجتماعية من 15 عاماً من التعليم المجاني لجميع مواطني ماكاو.

## الاقتصاد السياسي والرفاهية الاجتماعية
كان في ماكاو قبل ثلاثينيات القرن العشرين مبدأ عدم التدخل الاقتصادي لتوفير الرعاية الاجتماعية. كانت المدراس الممولة حكوميًا متوفرة وعلمت باللغة البرتغالية. نشأ أول برنامج رعاية اجتماعية في أواخر ثلاثينيات القرن العشرين- وكان يُدعى باسم الجمعية الخيرية العامة. كان الهدف الرئيس من المنظمة هو تقديم العون للفقراء والأيتام. كان تطوير دولة الرعاية الاجتماعية أمرًا تدريجيًا وبدائيًا. أُجريت العديد من الإصلاحات في عام 1947. كان أبرز تلك الإصلاحات هو إنشاء بطاقة الإغاثة الاجتماعية التي كانت تُمنح حصريًا لمن يحتاجها. أصبحت جمعية الإغاثة الاجتماعية فرع الإغاثة العام في الستينيات. تتسع الخدمات لتغطي جوانب أخرى مثل إغاثة الكوارث. يعتبر هذا الأمر إضافة مهمة بالنظر إلى أن ماكاو تعتبر عرضة للخطر بسبب أعاصير التيفون المتكررة الحدوث. بالإضافة إلى ذلك، بُنيت العديد من المرافق، ويشمل ذلك مراكز إعادة تأهيل ومركزًا لدعم الصم والبكم. وُفّر السكن للفقراء والمعاقين وكبار السن في الستينيات والسبعينيات. تُقدم أيضًا المساعدات المالية للرعاية الصحية والتعليم للفقراء. خلال هذه الفترة، بدأت الحكومة بتقديم المساعدات للمدارس الخاصة. أُعيدت هيكلة النظام مجددًا في عام 1980. تأسست وزارة الرعاية الاجتماعية بشكل رسمي. تم تنفيذ المزيد من التعديلات في أواخر الثمانينيات وقامت هذه التعديلات بتقسيم الوزارة إلى ثلاثة أفرع تشمل حاكم ماكاو ولجنة الرفاه الاجتماعي ووزارة الرعاية الاجتماعية. لقد أسست أربعة مبادئ «المساواة والكفاءة والعون المشترك والمشاركة». تأسست أيضًا أربعة مكاتب في سانتو أنطونيو إي ساو لازاغو وساو لوغينسو أو سي ونوسا سينيوغا دوف فاطمة وإياس. كان الغرض من هذه المكاتب هو تقديم التسهيلات المريحة للناس ليقوموا بالزيارات وللعمال ليتقربوا من المحليين في منطقتهم. وفي التسعينيات، تأسس مكتب إضافي في لاس فيرجي نتيجة للطلب الكبير في المنطقة الشمالية. تزايد انخراط الوزارة بالقضايا العائلية عن طريق تقديم المشورة.
تأسست دائرة الرعاية الاجتماعية، التي بقيت حتى يومنا هذا، وذلك بعد التسليم إلى الصين في عام 1999. في بادئ الأمر، واجهت ماكاو التحديات بسبب الاقتصاد الضعيف ومعدل البطالة المرتفع لكن في عام 2002، شُرّعت المقامرة فازدادت إيرادات الحكومة. ازدهر الاقتصاد بشكل سريع في ظل صناعة المقامرة والاستثمارات الخارجية والسياحة وأصبحت الحكومة حينها قادرة على تقديم المزيد من الخدمات العامة. ازدهرت برامج الرعاية الاجتماعية في ماكاو لتصبح على مقارنة بالبلدان الأكثر تقدمًا في العالم. أصبحت الرعاية الصحية المجانية عالمية ومتوفرة في المشافي العامة، وحصلت الخدمات الخاصة على الدعم أيضًا بنسبة تصل إلى 30% للنساء الحوامل والطلاب والمهندسين المدنيين وللناس الذين بلغت أعمارهم الخمسة وستين عامًا فما فوق، فكان الدعم المادي كاملًا. زادت الحكومة المنفعة للعديد من المواطنين. ترتبط التحسينات على صعيد ازدياد العمالة والدخل بالمزيد من الرضى على جودة المعيشة. تقدم الحكومة 15 عامًا من التعليم المجاني والتأمين الاجتماعي والدعم الاجتماعي لجميع المواطنين. تتشابه ماكاو مع العديد من بلدان شرق آسيا من حيث نموذجها في الرعاية الاجتماعية، فهو لا ينسجم بالكامل مع «العوالم الثلاثة لرأسمالية الرفاهية». لقد قيل إن هذا النموذج يعمل بكونه نظام رعاية تنظيمي.
على أي حال، يبدو أن القطاع العام في ماكاو صغير جدًا. يحصل موظفو القطاع العام على أجور عالية بسبب القانون التشريعي الذي وضع خلال التسليم. بالتالي وكنتيجة لهذا الأمر، غالبًا ما تقوم الحكومة بتوفير عقود قصيرة الأجل أو بوقت جزئي لجعل الأمر أكثر توافرًا على الرغم من أن العقود تتجدد في الغالب. لقد نقلت التقارير انتقال العديد من موظفي الشرطة إلى العمل في الكازينوهات نظرًا لأن الرواتب أفضل.

## مزيد من القراءة
- Chan، S. S. (2000). The Macau Economy. Publications Centre, University of Macau. {{استشهاد بكتاب}}: الوسيط غير المعروف |الرقم المعياري= تم تجاهله يقترح استخدام |ردمك= (مساعدة)
- Fung, Bong Yin (1999). Macau: a General Introduction (بالصينية). Joint Publishing (H.K.) Co. Ltd. {{استشهاد بكتاب}}: الوسيط غير المعروف |الرقم المعياري= تم تجاهله يقترح استخدام |ردمك= (help)